# Helen McNicoll
Pour les articles homonymes, voir McNicoll.
Helen Galloway McNicoll (14 décembre 1879 – 27 juin 1915) était une peintre canadienne impressionniste. Elle fut l'une des artistes canadiennes les plus remarquables du début du XXe siècle et connut un succès considérable au cours de sa carrière d'une dizaine d'années. McNicoll joua un rôle important dans la popularisation de l'impressionnisme au Canada, à une époque où ce mouvement était encore relativement méconnu, avec ses représentations vivantes de paysages ruraux, de scènes d'enfance intimistes et de figures féminines modernes. Elle fut élue membre de la Royal Society of British Artists en 1913 et nommée associée de l'Académie royale des arts du Canada en 1914.
Devenue sourde durant sa jeunesse en raison de la scarlatine, elle étudie la peinture avec William Brymner à l'Art Association of Montreal à Montréal en 1899. Elle part ensuite étudier à la Slade School of Fine Art à Londres avec Philip Wilson Steer et à St Ives dans les Cornouailles où elle fait la rencontre de Dorothea Sharp avec qui elle se lie d'amitié et voyage en France et en Italie.
Le travail d'Helen McNicoll est rapidement reconnu, notamment avec le prix Jessie Dow qui lui est décerné en 1908 et celui de la Women's Art Association of Canada en 1915. Elle devient membre de la Royal Society of British Artists en 1913 et l'année suivante membre associée de l'Académie royale des arts du Canada.
Elle meurt en 1915. Elle fait l'objet en 1925 d'une importante rétrospective à l'Art Association of Montreal.
L'œuvre d'Helen McNicol est surtout fait de paysages, souvent au bord de la mer, et de scènes de genre, inspiré par le style impressionniste.
En 2024, le Musée National des beaux-arts du Québec a organisé une exposition rétrospective de son oeuvre, Helen McNicoll : un voyage impressionniste.

## Style et œuvres
McNicoll a été constamment reconnue au Canada pour son traitement de la lumière et de l'air, son usage audacieux des couleurs et ses œuvres globalement « calmes »—possiblement influencées par sa surdité. Les critiques ont loué les œuvres de McNicoll pour leurs qualités ensoleillées. Les sujets de ses peintures incluaient typiquement des femmes, des enfants et des paysages ruraux.

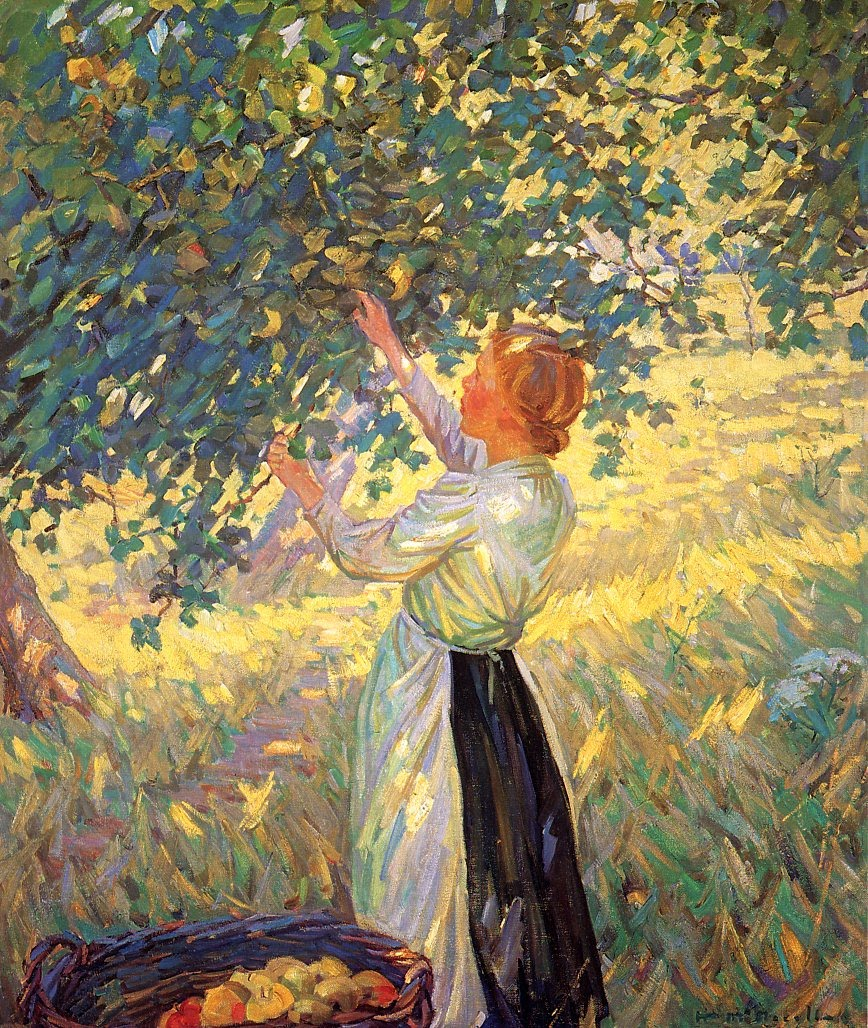
The Apple Gatherer, vers 1911, huile sur toile, 106,8 x 92,2 cm
Picking Flowers, vers 1912, huile sur toile, 94 x 78,8 cm
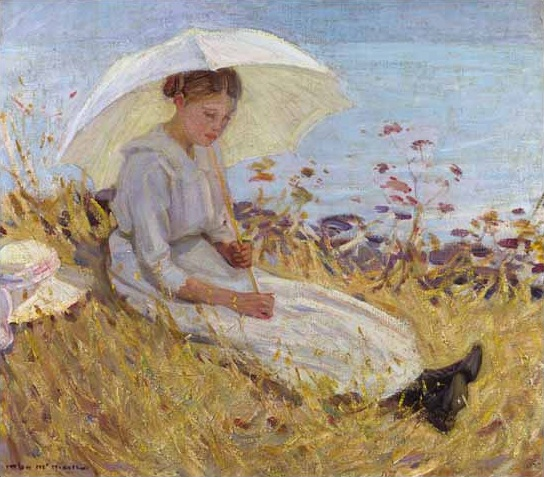
Girl With Parasol, vers 1913, huile sur toile, 40,6 x 45,7 cm
The Open Door, vers 1913, huile sur toile
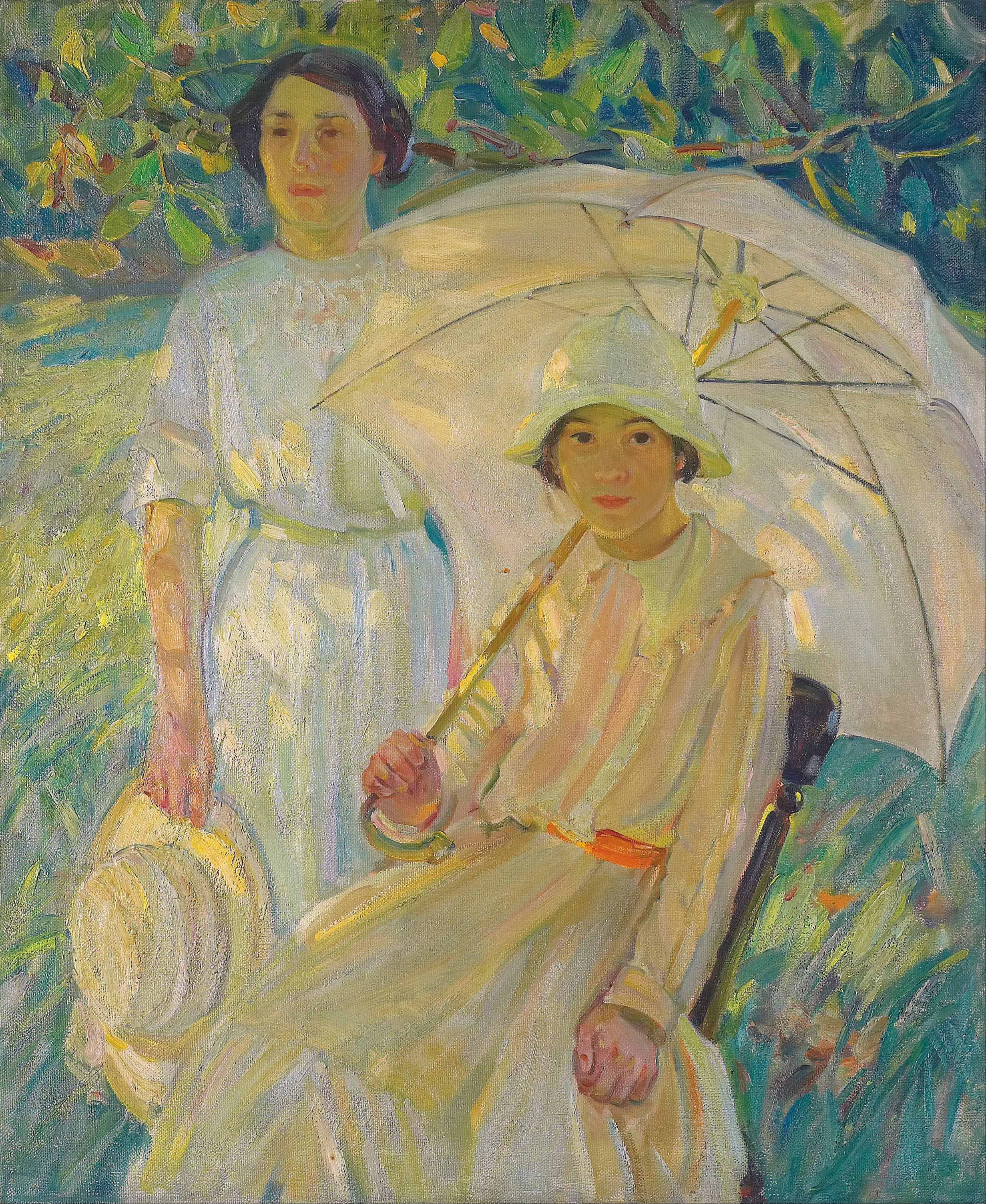
White Sunshade #2, vers 1912, huile sur toile, 99,5 x 81,9 cm
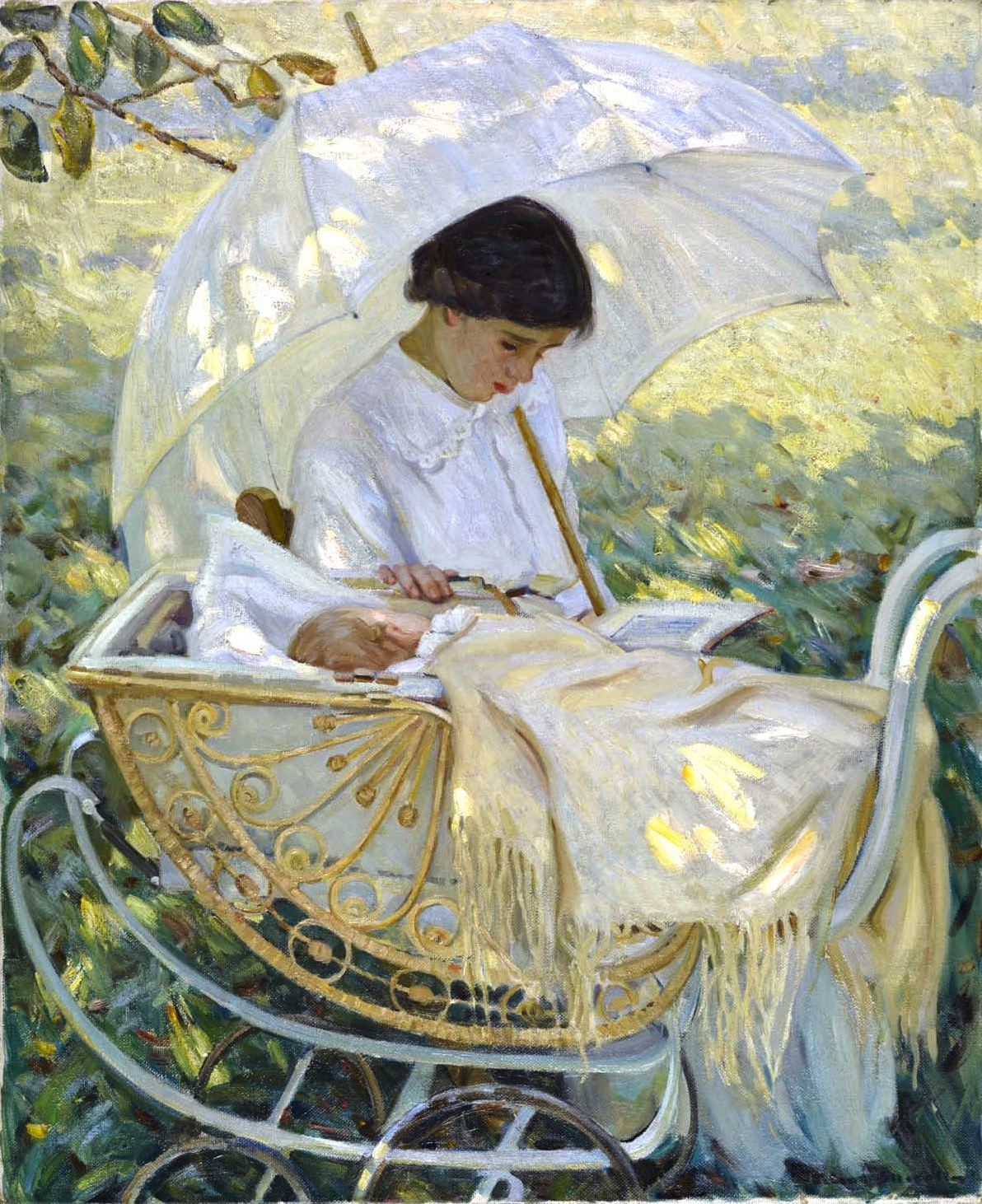
A l'ombre de l'arbre (vers 1910), 100 x 81,5 cm
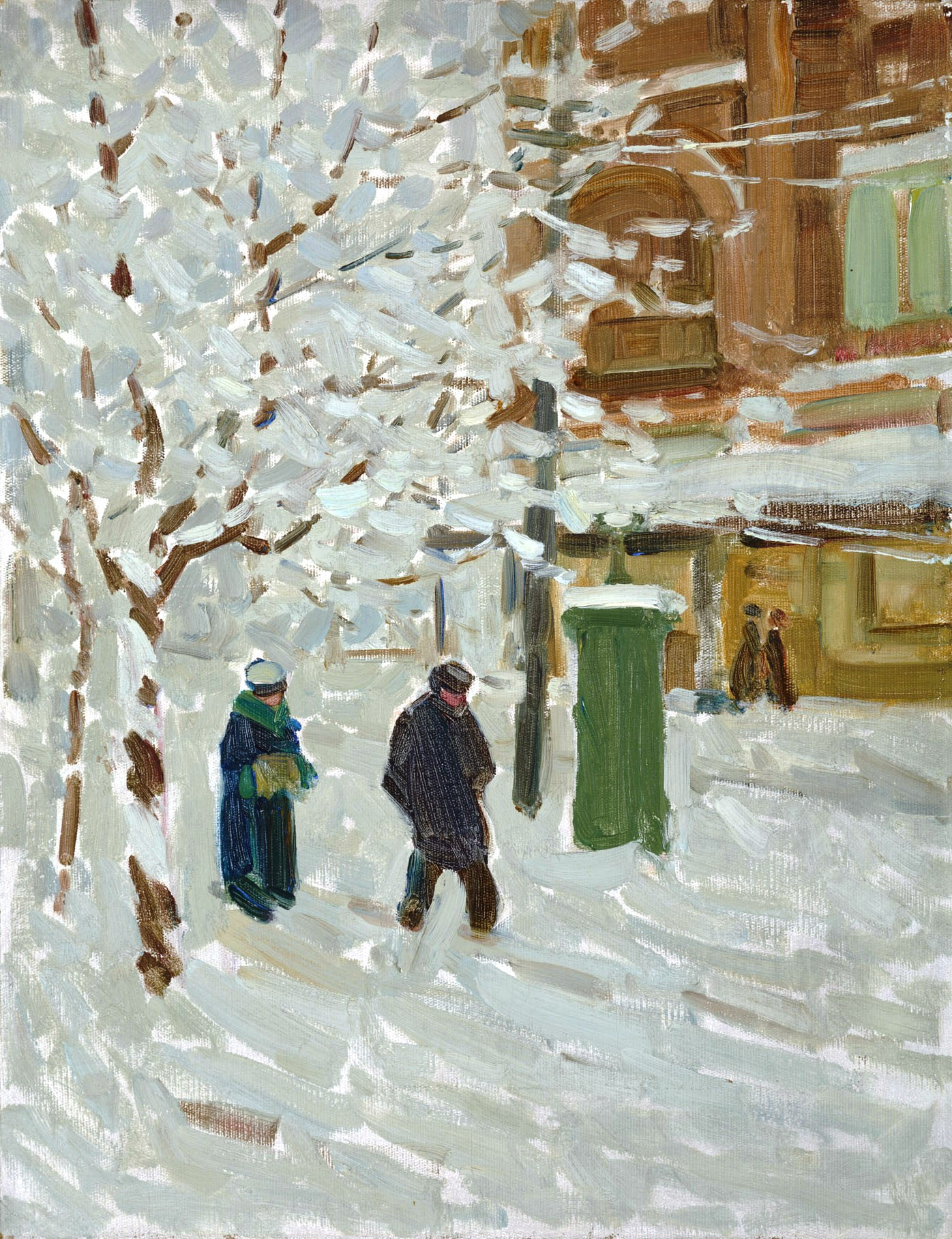
Montréal en hiver 1911
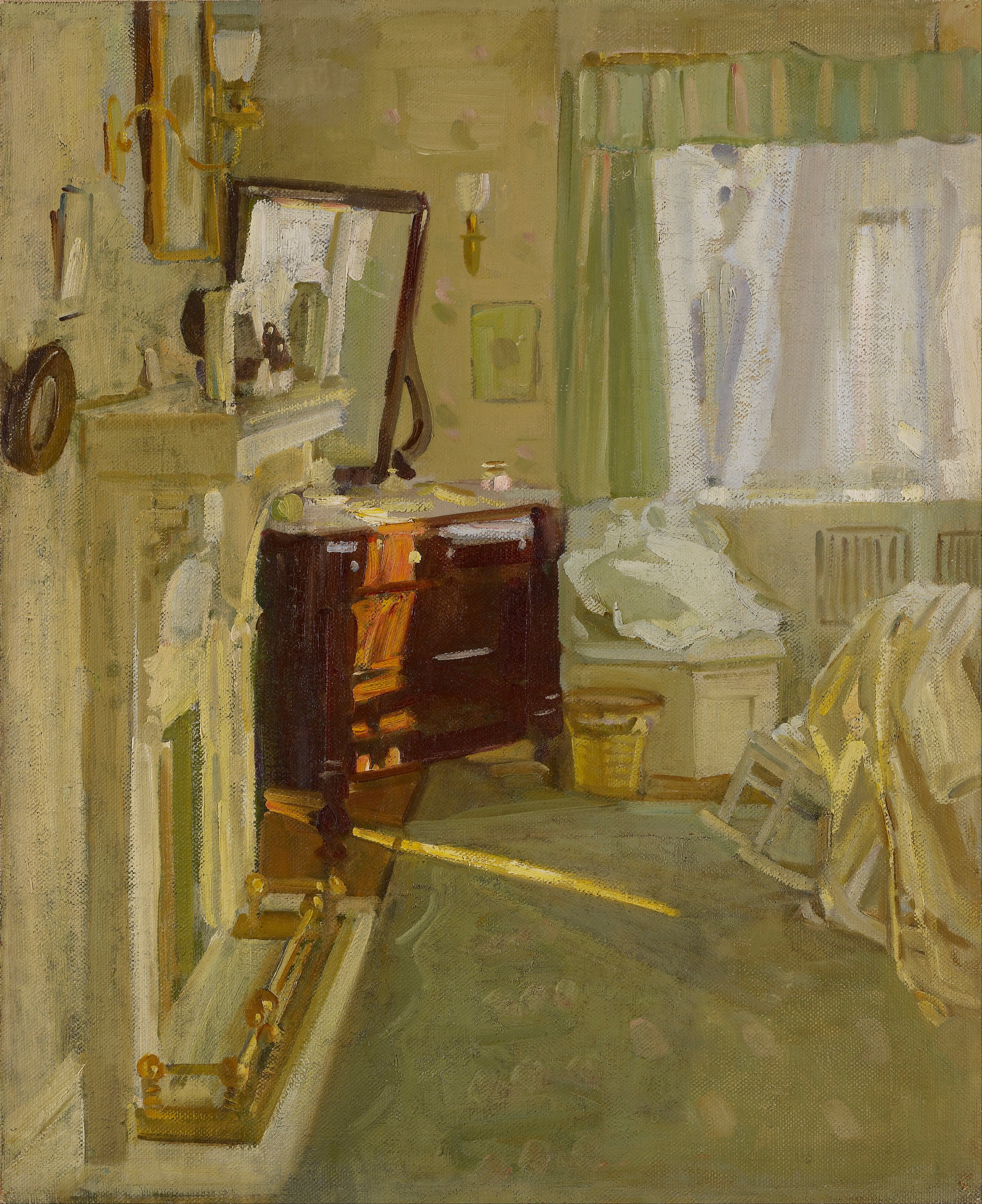
(1905/1915)
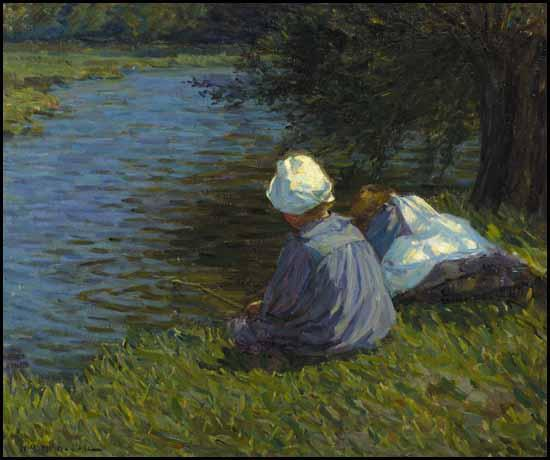
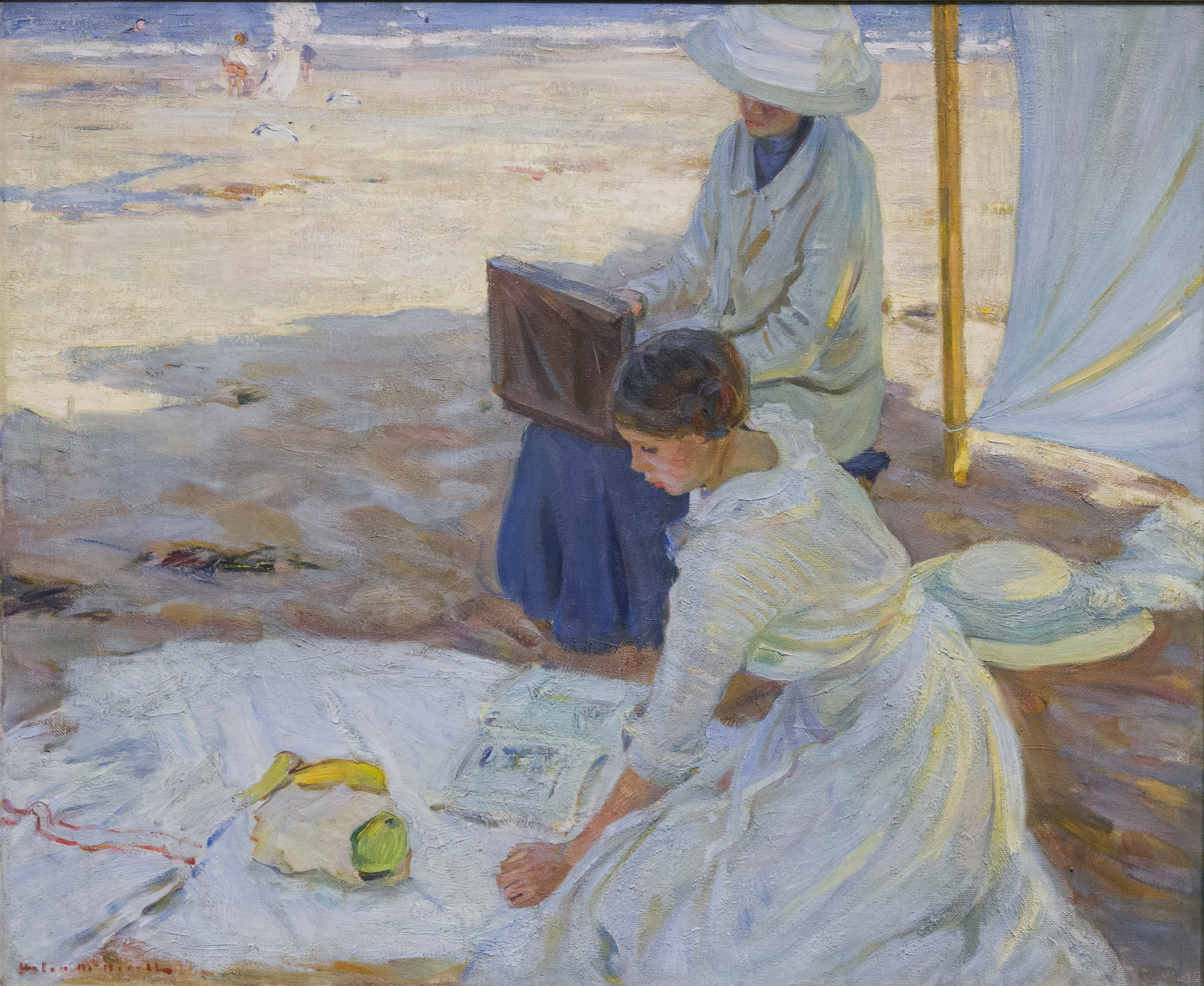
Under the Shadow of the Tent, 1914

## Musées et collections publiques
- Art Gallery of Nova Scotia
- Galerie d'art Beaverbrook
- Musée du Nouveau-Brunswick
- Musée des beaux-arts de l'Ontario
- Musée des beaux-arts de Montréal
- Musée national des beaux-arts du Québec[7]